# Zofia Maria Wierzejska
Zofia Maria Wierzejska (ur. 6 stycznia lub 8 lutego 1886 w Toruniu, zm. 18 czerwca 1957 w Poznaniu) – polska aktorka.

## Życiorys
Była córką Antoniego i Pelagii z domu Kiszewskiej. Ukończyła szkołę średnią, a następnie w Dorpacie studiowała medycynę i później przy Warszawskim Towarzystwie Muzycznym uczyła się w Klasie Dramatycznej. W 1906 roku w Kijowie występowała w kabarecie krakowskim „Figliki” w przedstawieniach amatorskich. Występowała w zespołach objazdowych w 1908 roku, a w teatrach Łodzi, Warszawy i Wiednia w latach 1909–1919. Występowała w Poznaniu, a w latach 1919–1931 w Teatrze Polskim, a w Teatrze Nowym występowała w sezonie 1931/32. Przeniosła się do Lwowa w roku 1932, gdzie grała do 1935 roku. Przez rok grała w Katowicach oraz w teatrach warszawskich w latach 1936–1939. We Lwowie, gdzie zastała ją II wojna światowa występowała w Polskim Teatrze Dramatycznym w latach 1939–1941 oraz 1944–1945. Członkinią zespołu Teatru im. Stanisława Wyspiańskiego w Katowicach była w sezonie 1945/46, a następnie grała w teatrach łódzkich i bydgoskich. W Poznaniu w Teatrze Polskim grała od 1948 roku do końca życia.
Zmarła 18 czerwca 1957 roku w Poznaniu. Jej mężami byli: geolog Zygmunt Weyberg, a następnie aktor Jerzy Kordowski.
Zyskała w Poznaniu dużą popularność dzięki najczęściej granym rolami charakterystycznymi. Była silną indywidualnością aktorską, obdarzona dużą pasją sceniczną i pełnym temperamentu komizmem.
Do najlepszych jej ról należały m.in.:
- pani Fielding (Świerszcz za kominem Karola Dickensa),
- Jowialska (Pan Jowialski Aleksandra Fredry),
- Dyndalska (Damy i huzary Aleksandra Fredry),
- Julia (Dom kobiet Zofii Nałkowskiej),
- Dulska (Moralność pani Dulskiej Gabrieli Zapolskiej),
- Wdowa (Ich czworo Gabrieli Zapolskiej),
- Klimina (Wesele Stanisława Wyspiańskiego),
- Maria Józefa (Dom Bernardy Alba Federico Garci Lorki),

oraz liczne role w komediach Adama Grzymały-Siedleckiego (m.in. Mamon do wzięcia, Sublokatorka).